# Xinfengjie (köpinghuvudort i Kina, Jiangxi Sheng, lat 27,43, long 116,59)
Xinfengjie är en köpinghuvudort i Kina. Den ligger i provinsen Jiangxi, i den sydöstra delen av landet, omkring 160 kilometer sydost om provinshuvudstaden Nanchang. Antalet invånare är 7 781. Befolkningen består av 3 843 kvinnor och 3 938 män. Barn under 15 år utgör 20,0 %, vuxna 15-64 år 71 %, och äldre över 65 år 8,0 %.
Runt Xinfengjie är det ganska tätbefolkat, med 144 invånare per kvadratkilometer. Närmaste större samhälle är Zhuliang, 4,8 km norr om Xinfengjie. Trakten runt Xinfengjie består till största delen av jordbruksmark.
Genomsnittlig årsnederbörd är 2 454 millimeter. Den regnigaste månaden är juni, med i genomsnitt 431 mm nederbörd, och den torraste är oktober, med 19 mm nederbörd.